# Aeneator (chi ốc biển)
Aeneator là một chi ốc biển, là động vật thân mềm chân bụng sống ở biển thuộc họ Buccinidae. Đa phần các loài thuộc chi sống ở New Zealand, Chile và Châu Nam Cực.

## Các loài
Các loài thuộc chi Aeneator bao gồm:
- Aeneator attenuatus Powell, 1927
- Aeneator benthicola Dell, 1963
- Aenator castellai  F. S. Mclean & Andrade, 1982
- Aeneator comptus (Finlay, 1924)
- Aeneator elegans (Suter, 1917)
- Aenator fontainei  d'Orbigny, 1841
- Aeneator galatheae Powell, 1958
- Aenator loisae  Rehder, 1971
- †Aenator marshalli  R. Murdoch, 1924
  - Aeneator marshalli separabilis Dell, 1956
- Aeneator otagoensis Finlay, 1930
- Aeneator recens (Dell, 1951)
- Aeneator valedictus (Watson, 1886)

## Hình ảnh

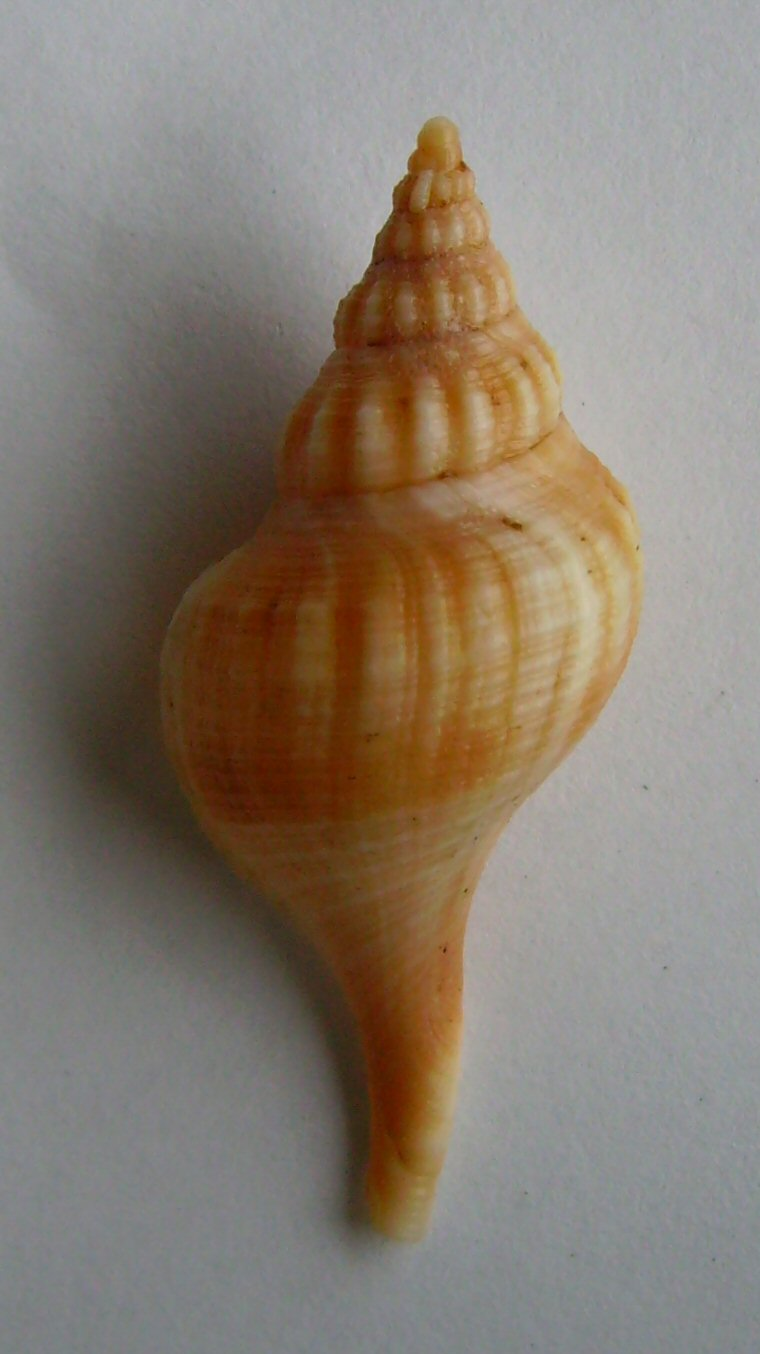